# PMOS

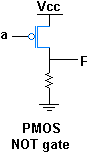
Nicht-Gatter in PMOS-Technik

Die Abkürzung PMOS (bzw. PMOSFET und p-Kanal-MOSFET) steht für englisch „p-type metal-oxide semiconductor“ (deutsch: p-Kanal-Metall-Oxid-Halbleiter) und bezeichnet in der Mikroelektronik einen Metall-Oxid-Halbleiter-Feldeffekttransistor (MOSFET), bei dem positiv geladene Ladungsträger (Löcher, Defektelektronen) die Leitung des elektrischen Stroms im Kanal übernehmen.
Schaltkreise, die neben Widerständen nur p-Kanal-MOSFETs als Transistoren nutzen, werden als PMOS-Logik bezeichnet. Sie stellt das Komplement zur NMOS-Logik (n-channel metal-oxide-semiconductor) dar, die Elektronen zur Leitung des elektrischen Stroms im Kanal nutzt. Schaltkreise beider Art wurden und werden mit der sogenannten Silizium-Gate-Technik (auch PMOS-Prozess) hergestellt.

## Technik
Die dominierende Ladungsträgerart, auf deren Bewegung die Leitfähigkeit beruht, nennt man Majoritätsladungsträger.
Die Majoritätsladungsträger sind beim PMOSFET Löcher, auch Defektelektronen genannt. Beim NMOSFET sind es Elektronen.
Da Defektelektronen in Silicium eine rund dreimal geringere effektive Ladungsträgerbeweglichkeit als Elektronen aufweisen, haben PMOS-Transistoren in Silicium bei gleicher Dimensionierung eine ungefähr um diesen Faktor geringere Schaltgeschwindigkeit als NMOS-Transistoren. Die Schaltkreise, die nur PMOS-Transistoren nutzen, werden auch unter dem Begriff PMOS-Technik zusammengefasst. Obwohl PMOS-Schaltungen zunächst einfacher herzustellen waren, wurden sie wegen dieses Nachteils bereits Mitte der 1970er Jahre durch die NMOS-Technik verdrängt.
Da sowohl bei der reinen PMOS-Technik als auch bei der reinen NMOS-Technik die aktiven Transistoren mit einem passiven Lastwiderstand arbeiten, fließt im Normalbetrieb ein Strom, der für die Gesamtschaltung einen nicht zu vernachlässigenden Leistungsaufwand bewirkt. Dieser kann deutlich verringert werden, wenn die Lastwiderstände durch aktive, geschaltete Transistoren der jeweils komplementären Technologie ersetzt werden. Dieses ist bei der heute dominierenden CMOS-Technik (complementary metal-oxide-semiconductor, deutsch komplementärer Metall-Oxid-Halbleiter), einer Schaltungskombination aus PMOS- und NMOS-Transistoren, verwirklicht.
Da für den gemeinsamen Einsatz in einer CMOS-Schaltung die PMOS- und NMOS-Transistoren ähnliche elektrische Eigenschaften aufweisen sollten, sind die PMOS-Transistoren in der Regel anders dimensioniert, beispielsweise haben sie eine größere Transistorweite. In modernen Schaltkreisen weisen PMOS-Transistoren noch weitere Unterschiede zu NMOS-Transistoren auf, so wird die Ladungsträgerbeweglichkeit durch eine Verspannung des Kanalmaterials erhöht (vgl. Gestrecktes Silizium) oder der Gate-Aufbau wird für jede Transistorart optimiert (Material, Dotierung usw.). Letzteres hat vor allem mit der Einführung der High-k+Metal-Gate-Technik an Bedeutung gewonnen.

## Anwendungen

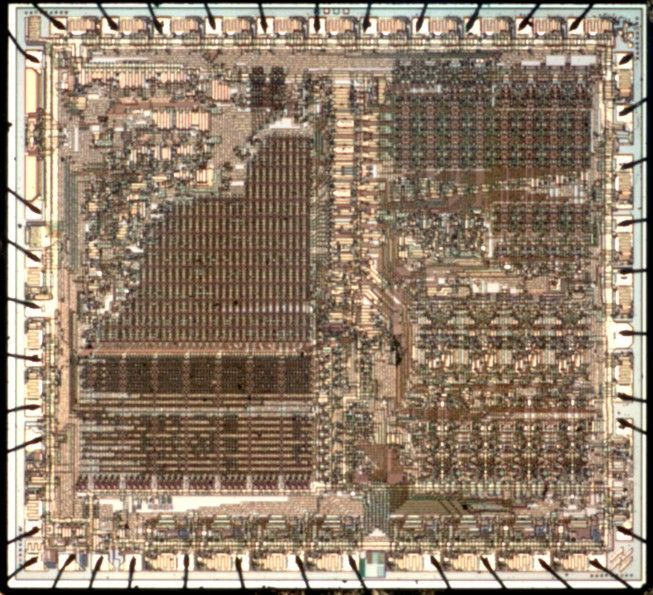
Chip-Foto des PMOS SC/MP von National Semiconductor, 1976

PMOS-Technik war die erste wirtschaftlich produzierbare MOS-IC-Technik. So wurden beispielsweise der Intel 4004, der erste in Serie hergestellte Mikroprozessor, in PMOS-Technik hergestellt. Viele Produkte wurden später funktionskompatibel in der schnelleren NMOS-Technik hergestellt. Beispiele dafür sind UARTs, Tastaturcontroller oder der Mikroprozessor SC/MP von National Semiconductor. Wegen der günstigen Herstellungskosten konnten sich PMOS-Produkte längere Zeit in Anwendungen wie Taschenrechnern, Fernbedienungen oder Uhren-Schaltungen halten, bei denen es nicht auf höhere Geschwindigkeit oder geringen Stromverbrauch ankam.